# سيمون فستينغ
سيمون فستينغ (بالإنجليزية: Simon Festing)‏ هو كبير الإداريين التنفيذيين بريطاني، ولد في القرن العشرين.